# Обувь с защитным подноском

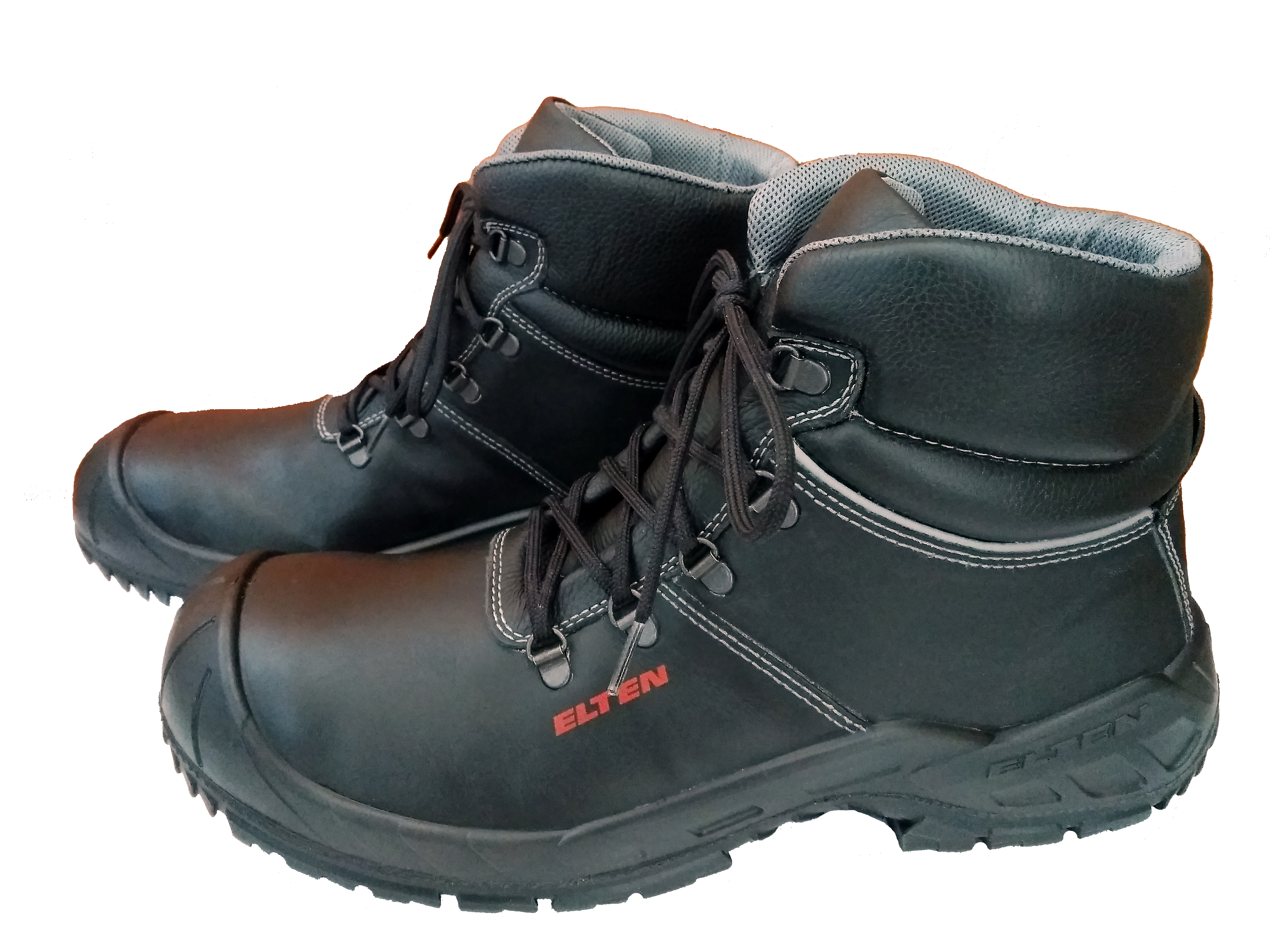
Рабочие ботинки с защитным подноском

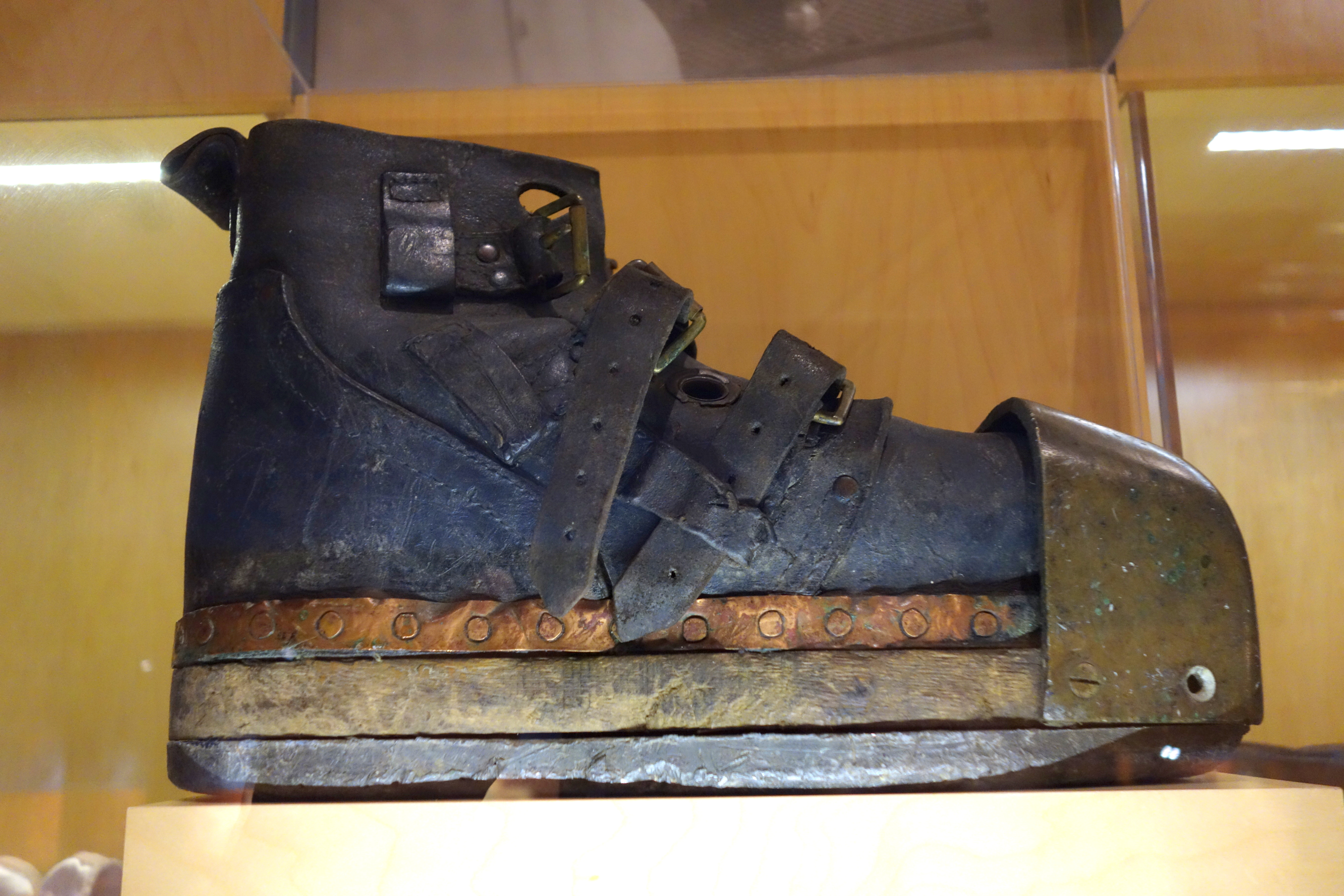
старая обувь водолаза 1925 год с внешней защитой пальцев ноги, прообраз обуви с подноском

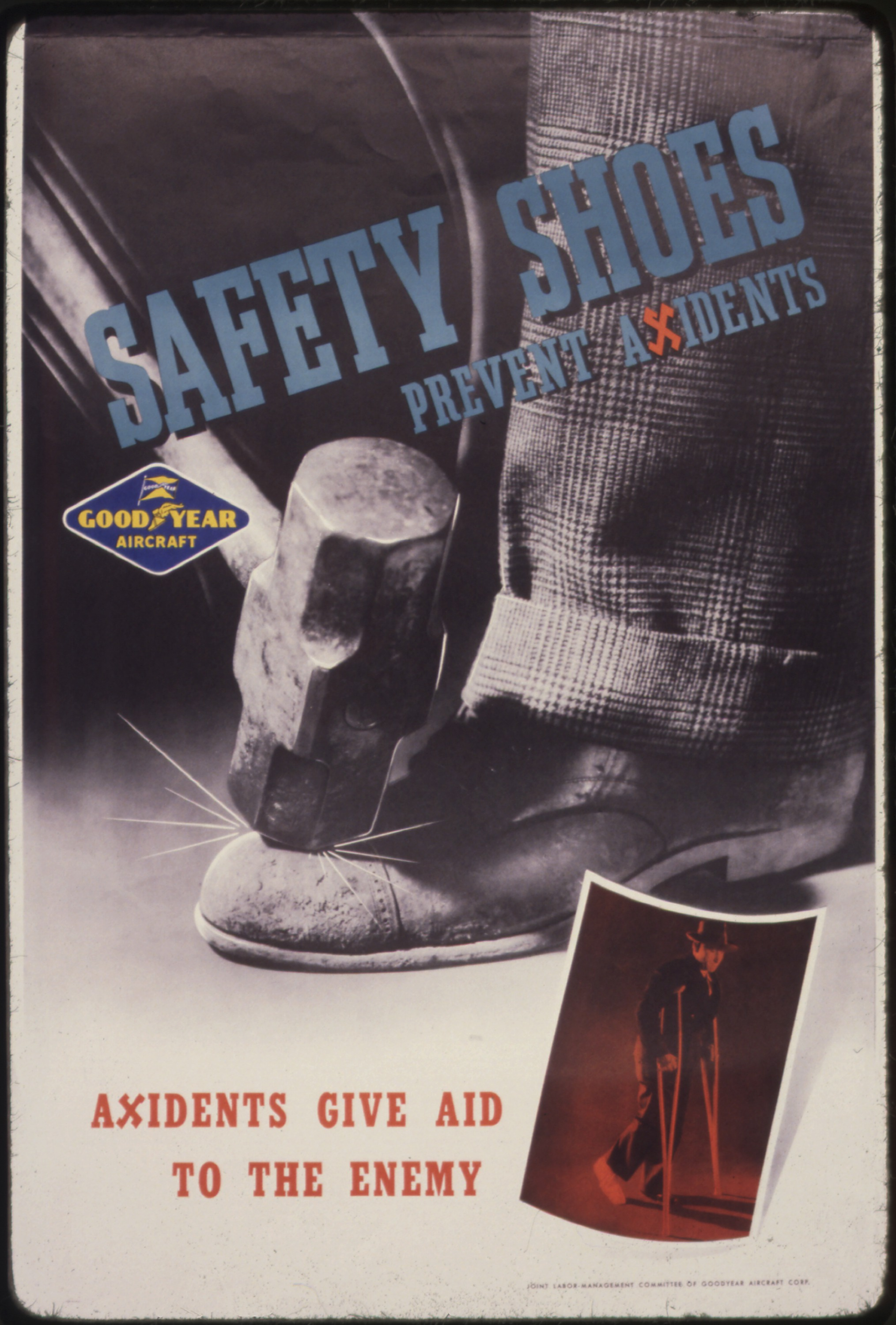
американская реклама ботинок с защитным подноском во время второй мировой войны (Защитная обувь предотвращает появление несчастных случаев. Несчастные случаи приносят
пользу врагу)

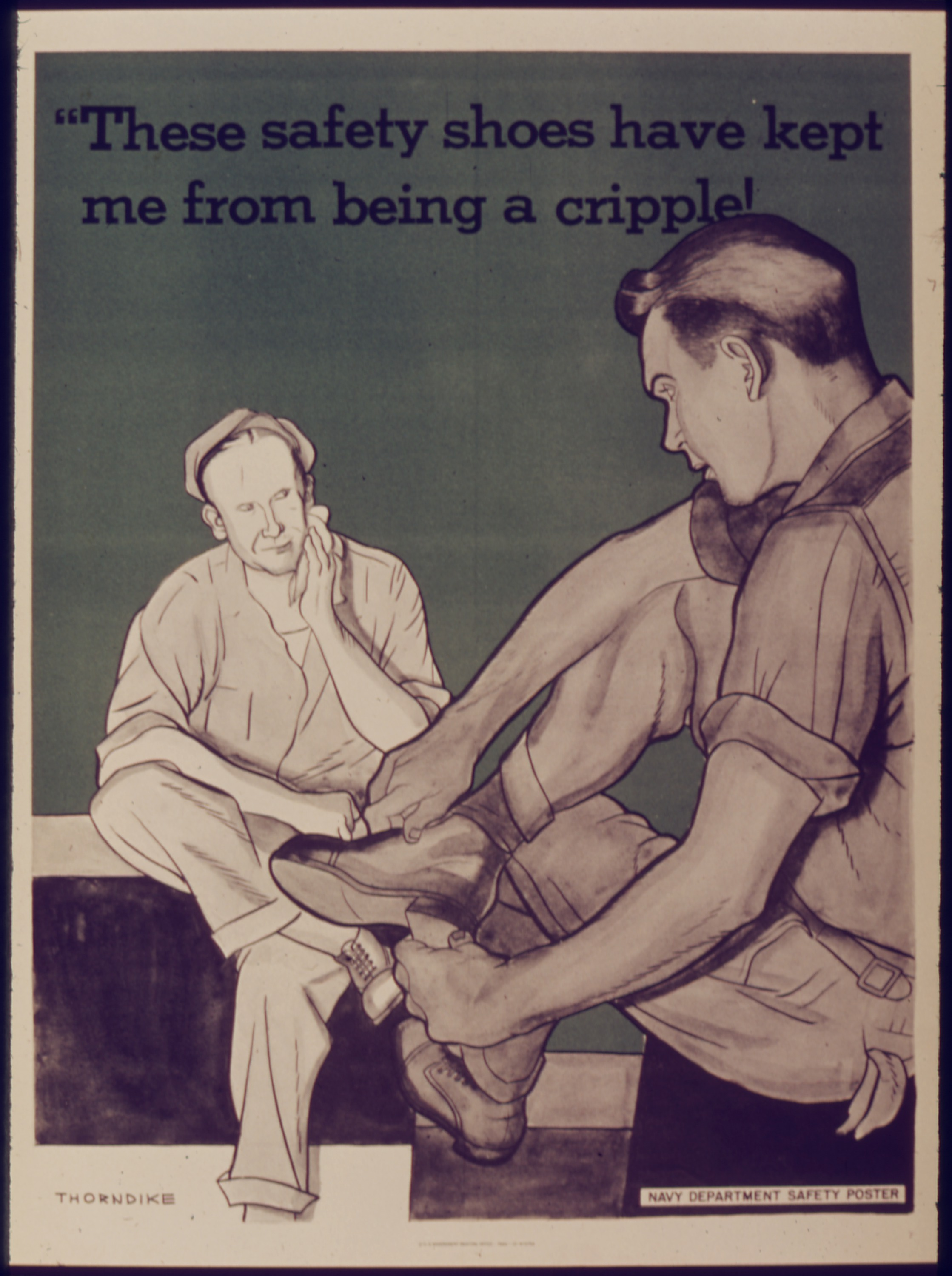
Благодаря этим защитным ботинкам я не стал калекой

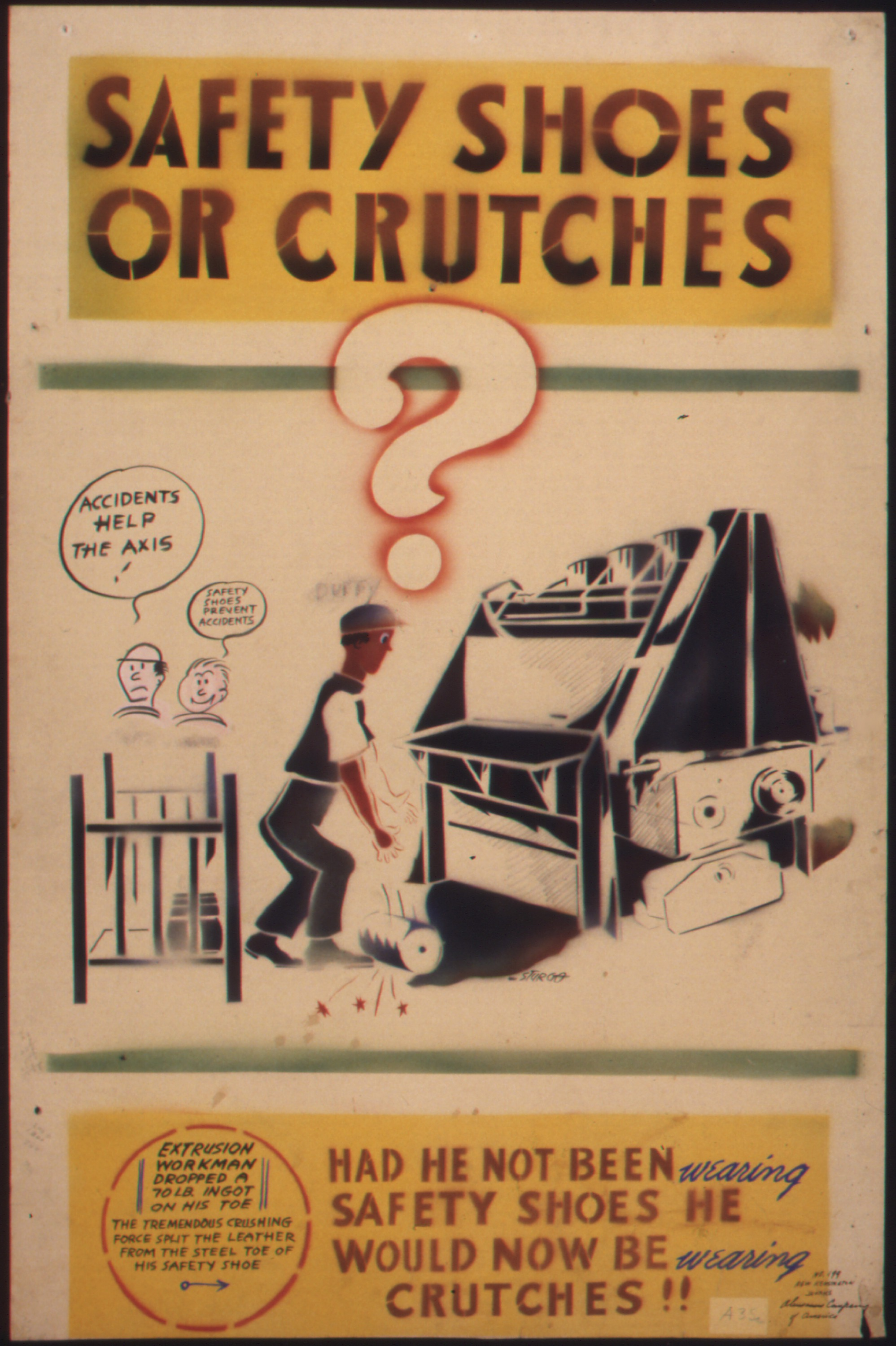
Если бы он не носил бы защитную обувь, он бы ходил на костылях

резиновые сапоги с защитой от прокола и защитным подноском

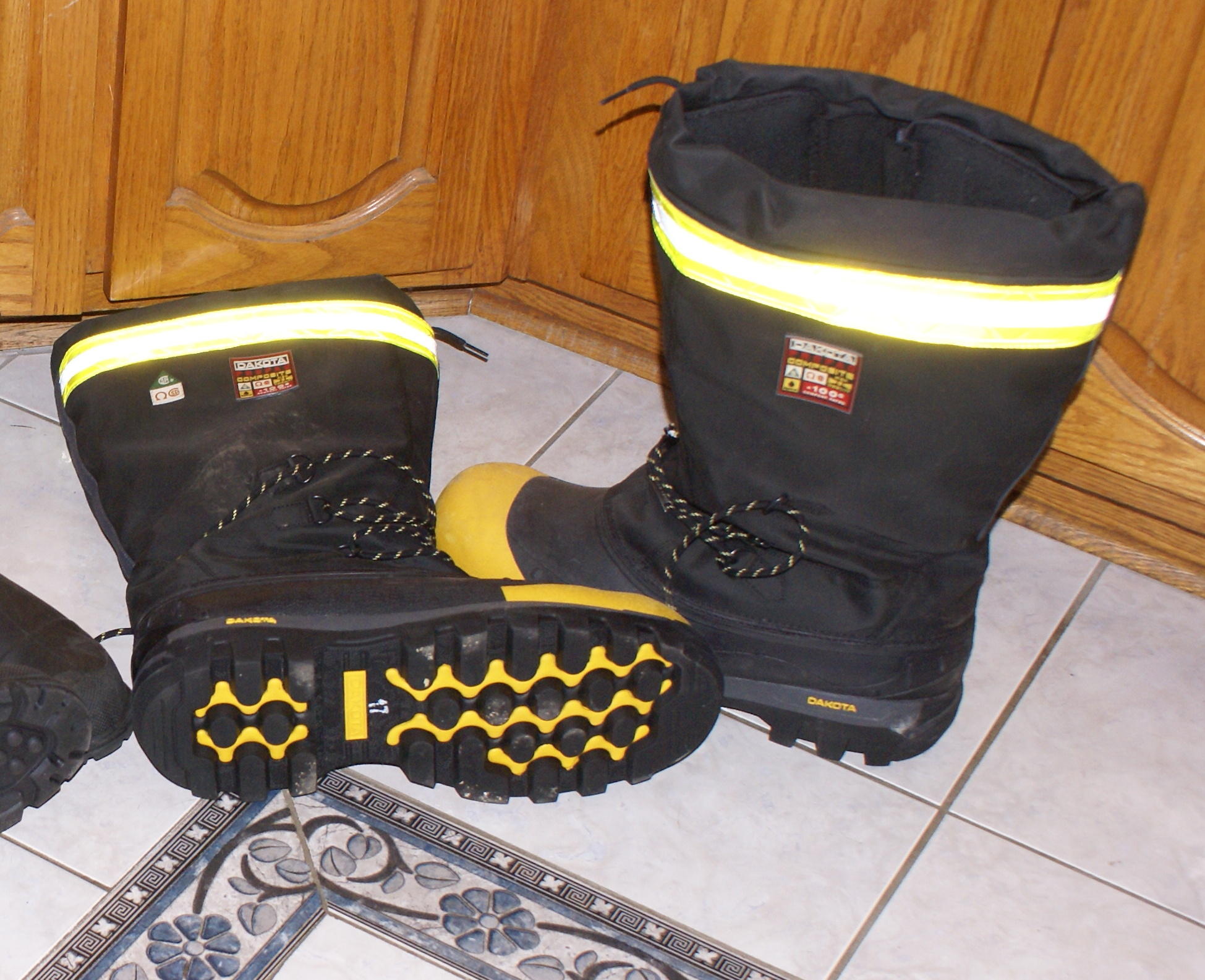
сапоги с подноском и со светоотражающей лентой

Обувь с защитным подноском — прочная защитная обувь, сделанные из выделанной кожи или из кожзаменителя или резины, с укреплённым, часто металлическим, а также композитным или поликарбонатным, подноском, защищающим пальцы стопы от падения тяжёлых предметов, подносок может
продаваться отдельно, для защиты ног в рабочей обуви без подноска. Подошва может быть укреплена стальными или кевларовыми вставками (стельками) для защиты стопы, на случай, если человек наступит на острый предмет, например, на доски с гвоздями, подошва бывает из маслобензостойкой резины, обувь имеет светоотражающие элементы. Укреплённые ботинки — рабочая обувь людей физического труда.

## Применение

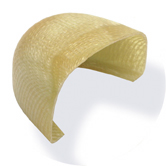
защитный не металлический подносок

Ношение таких ботинок важно на стройках, в машиностроительном, литейном и на других производствах, также на лесозаготовках. В соответствии с законодательством по охране труда и технике безопасности, а также страховыми требованиями, ношение укреплённых ботинок (как и другой спецодежды) во многих случаях является обязательным, а к самим ботинкам предъявляются определённые требования по сертификации. Часто знак сертификации должен быть расположен непосредственно на ботинке: например, в Канаде на ботинках, сертифицированных в Канадской ассоциации стандартизации, есть зелёный треугольник. В европейских странах используется маркировка типа S1, S2 или S3, подразумевающая под собой в том числе и наличие защитного подноска.

Ботинки рабочие с металлическим подноском

Укреплённые ботинки выпускаются в настоящее время в самых разных модификациях и стилях: в виде туфель, кроссовок или сабо. В России требования к защитным ботинкам определяет ГОСТ 12.4.164-85.
В продаже имеются также обычные ботинки, стилизованные под ботинки с металлическим носком (англ. Steel-toe boots), иначе называемые мотоботы.
Также распространено мнение, утверждающее, что стальные вставки в ботинках на самом деле только увеличивают опасность получения серьёзной травмы, так как в случае падения на ногу тяжёлого предмета загибаются и действуют как гильотина, отрубая пальцы ног, тогда как без подобной вставки стопа была бы «просто» раздроблена. Однако вес, необходимый для подобной деформации стального носка, так велик, что при воздействии на незащищённую стопу он нанёс бы настолько серьёзные повреждения, что ампутация пальцев в любом случае была бы неизбежна. Такие ботинки незаменимы для защиты от падения инструментов и материалов и настоятельно рекомендуются всем занятым в травмоопасных производствах.

### Травмирование ноги Лукашенко
В январе 2024 года Александр Лукашенко повредил ступню ноги во время колки дров, потому что не одел обувь с защитным подноском.

### Применение защитной обуви на отдыхе
Бывает, что на пляже есть битое стекло, под водой, для этого нужно одевать летнюю резиновую антипрокольную обувь. Можно положить в обувь кевларовые стельки.

## Стандарты, регламентирующие обувь

### Азия
- Китай: GB 21148 & An1, An2, An3, An4, An5
- Индонезия: SNI 0111:2009
- Япония: JIS T8101
- Малайзия: SIRIM MA 1598:1998
- Сингапур: SS 513-1:2005

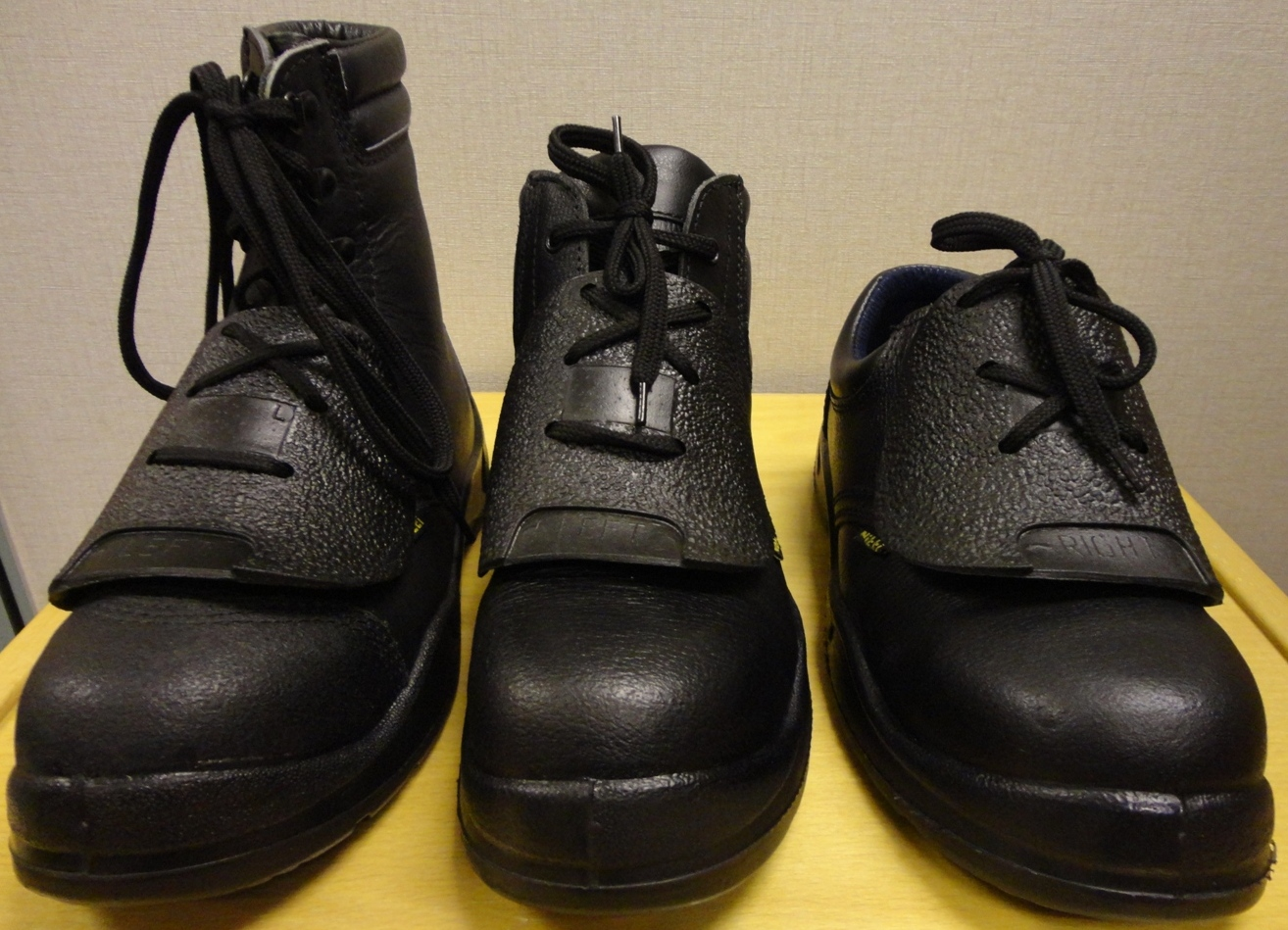
Safety shoes with removable polymer metatarsal guards

- Индия: IS 15298-I: 2011 test methods, IS 15298–II for safety footwear, IS 15298-III Protective footwear, IS 15298-IV Occupational Footwear
- Таиланд: TIS 523-2011